# Stagnation (vatten)
Stagnation är det som sker i sjöar när vattnet under ytan står still och inte blandas, under somrar och vintrar. Det är detta fenomen tillsammans med att vatten har som högst densitet vid 4 °C som gör att det bara bildas is på ytan under vintertid.[källa behövs]